# Vladimer Chanturia
Vladimer Chanturia –en georgiano: ვლადიმერ ჭანტურია– (Poti, URSS, 1 de julio de 1978) es un deportista georgiano que compitió en boxeo. Participó en los Juegos Olímpicos de Sídney 2000, obteniendo una medalla de bronce en el peso pesado.

## Palmarés internacional
| Juegos Olímpicos | Juegos Olímpicos   | Juegos Olímpicos  | Juegos Olímpicos |
| Año              | Lugar              | Medalla           | Categoría        |
| ---------------- | ------------------ | ----------------- | ---------------- |
| 2000             | Sídney (Australia) | Medalla de bronce | 91 kg            |